# Temlin Mátyás
Temlin Mátyás (? – Lutherstadt Wittenberg, 1746. május 25.) magyar író, neve alapján feltehetően szlovén származású. Az adatok szerint vas vármegyei, feltételezhetően Krajna (Véghely) községben élő evangélikus családból való, a Tótságból. Egy vele azonos családnevű lelkész, Temlin Ferenc 1715-ben adta ki az első nyomtatott vend könyvet.
1731. október 10-én iratkozott be a wittenbergi egyetemre, az orvosi szakra. Az egyetemen egy róla elnevezett ösztöndíjat alapított. 1734-ben latin nyelvű munkája jelent meg.

## Műve
- De catarrhis asylo ignorantiae. Vitembergae, 1734.